# Prowincja Prato
Prowincja Prato (wł. Provincia di Prato) – prowincja we Włoszech. 
Nadrzędną jednostką podziału administracyjnego jest region (tu: Toskania), a podrzędną jest gmina.
Liczba gmin w prowincji: 7.